# Прага-1962
Первая Всемирная выставка почтовых марок «Прага-1962» (PRAGA 1962) — международная филателистическая выставка, проводившаяся с 18 августа по 2 сентября 1962 года в Праге.

## Краткий обзор
«Прага-1962» была первой в серии ежегодных всемирных выставок, организуемых под патронатом Международной филателистической федерации (ФИП), и стала наиболее крупной и содержательной выставкой подобного рода за все предыдущие годы существования почтовых марок (начиная с 1840 года).
В выставке приняли участие организации и частные лица из 86 стран, которые продемонстрировали 73 государственные экспозиции официального класса, подготовленные почтовыми администрациями и музеями, и около 1400 коллекций, принадлежавших филателистам.
Девизом выставки стал призыв: «За дружбу между народами, за укрепление мира во всём мире!».

## Исторический контекст
Проведение филателистических выставок в Праге имеет давние традиции. Первая специализированная выставка для филателистов, которая носила конкурсный характер, состоялась в 1914 году. Первая выставка с международным участием под названием лат. «PRAGA» была организована в 1938 году и стала самой крупной за всю историю первой Чехословацкой республики (1918—1939).
По окончании Второй мировой войны пражские филателистические выставки были возобновлены. В 1950 году состоялась национальная выставка с несколько изменённым названием — чеш. «PRAHA 1950», причём к участию в ней допускались только групповые экспонаты, представленные профсоюзными филателистическими клубами социалистической Чехословакии. На следующей выставке, которая проводилась в 1955 году как международная, все ограничения по участию были сняты, а самой выставке возвращено прежнее название — «PRAGA 1955».
Наконец, в 1962 году Прага приняла I Всемирную филателистическую выставку, организованную под эгидой ФИП, на которой была также основана Международная ассоциация филателистических журналистов (фр. Association internationale des journalistes philatéliques — AIJP).
Следующая всемирная выставка в Праге прошла в 1968 году и с тех пор неизменно проводится каждые десять лет. Последняя подобная выставка, «PRAGA 2008», состоялась в 2008 году.

## Описание выставки
Экспонаты выставки были размещены по странам, которые их привезли. Это стало отличительной особенностью «Праги 1962» и давало представление о развитии филателии в том или ином государстве.
Хозяева выставки, чехословацкие филателисты, демонстрировали наибольшее количество экспонатов — 310 коллекций и 11 литературных экспонатов, которые дополняла значительная экспозиция Министерства транспорта и связи республики.
По количеству представленных коллекций первые шесть мест заняли следующие государства:
1. Чехословакия.
2. ФРГ.
3. ГДР.
4. Венгрия.
5. Австрия.
6. СССР.

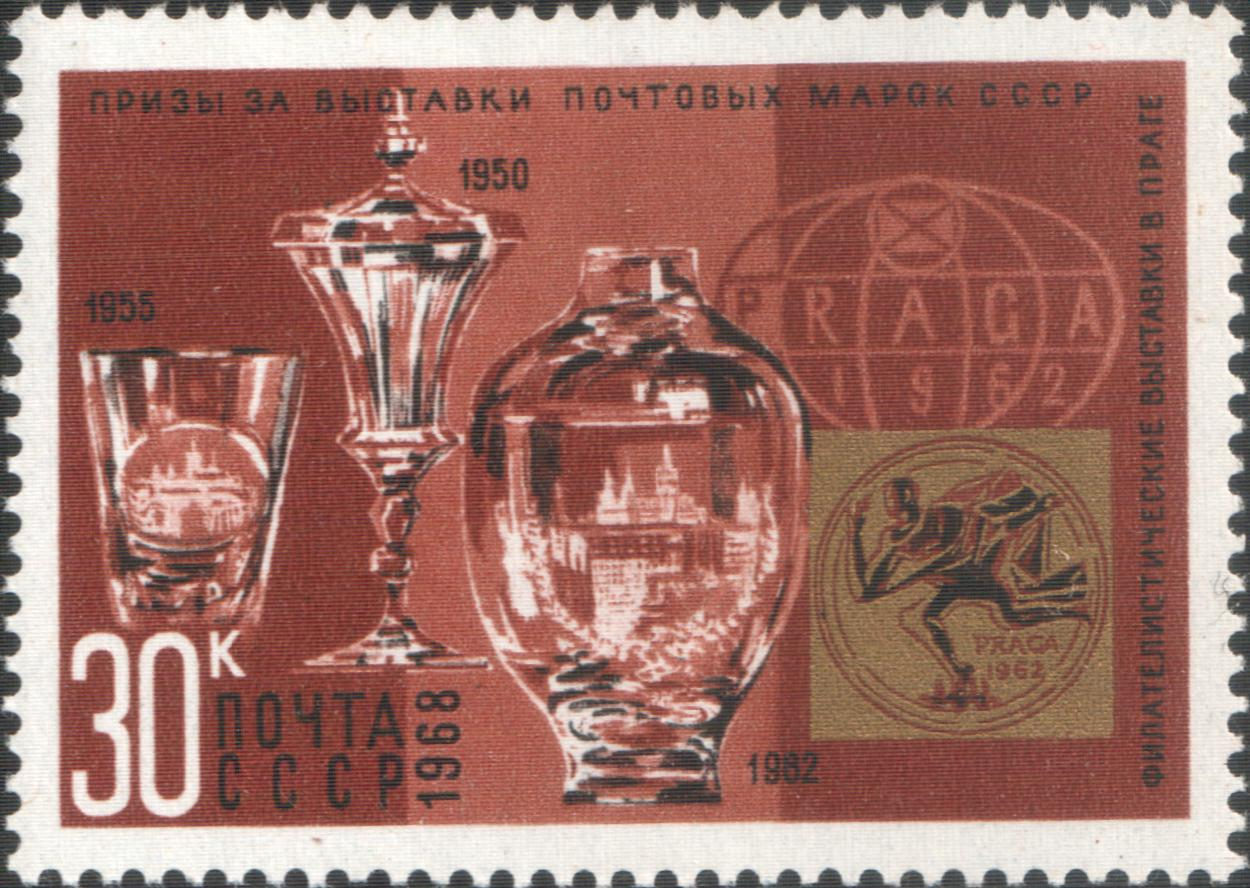
Призы международных выставок в Праге (1950, 1955, 1962). Марка СССР 1968 года

Для оценки экспонатов было создано международное жюри из филателистов 19 стран. Его председателем был президент ФИП Люсьен Бертело (Франция). Впервые за всю историю проведения международных выставок под эгидой ФИП в состав жюри вошли представители СССР.
Экспонаты выставки оценивались и награждались следующим образом:
- бронзовые медали — за генеральные (хронологические) коллекции, включавшие полное собрание всех каталогизированных почтовых марок данной страны, при условии хорошего внешнего оформления;
- серебряные медали — исследовательские коллекции, имевшие некаталогизированные разновидности марок, штемпельные конверты домарочного периода и т. п.;
- медали высшего класса (золотые, золото-серебряные, серебряные позолоченные) — коллекции, дополнительно содержавшие раритетные, единичные марки.

Наград высшего класса были удостоены лишь 15 коллекций, но их уровень был значительнее выше аналогичных собраний, отмеченных ранее на других выставках золотыми медалями.